# Chambre 327
Pour plus de détails, voir Fiche technique et Distribution.
Chambre 327 est une mini-série française en deux épisodes réalisée par Benoît d'Aubert sur un scénario de Xavier Bunley et Julien Sarfati et diffusé, pour la première fois les 15 et 16 décembre 2012 sur France 3.

## Synopsis
La famille Marsac fête les fiançailles de Lisa avec Fabien Keller dans le grand hôtel que détient la famille de la jeune fille depuis plusieurs générations et qui est dirigé par Jade, la mère de cette dernière, qui a pris la direction de l'hôtel à la mort de son mari. La famille est cependant préoccupée, la mairie doit renouveler le bail et deux concurrents sont sur le coup. Ceci suffirait déjà à gâcher la fête mais peu de temps après les fiançailles, une femme de ménage retrouve le corps de Fabien et d'une prostituée dans la chambre 327 de l'hôtel. Les soupçons se dirigent rapidement sur Lisa. Jade essaie de la disculper, en cachant même certains éléments à charge...

## Fiche technique
Sauf indication contraire, les informations mentionnées dans cette section peuvent être confirmées par les bases de données cinématographiques IMDb et Allociné,  présentes dans la section « Liens externes ».
- Réalisation : Benoît d'Aubert
- Scénario : Xavier Bunley et Julien Sarfati
- Sociétés de production : FIT Productions, AB Productions et France 3
- Producteur : Jean-Pierre Ramsay-Levi
- Musique : Bertrand Defossé et Jacob Tardien
- Décors :
- Pays d'origine : France
- Langue originale : français
- Genre : policier
- Durée : deux fois 85 min.
- Dates de diffusion : 15 et 16 décembre 2012 sur France 3

## Distribution
- Isabel Otero : Jade Marsac
- Pierre Cassignard : Romain Dechassey
- Lannick Gautry : Clément Ognard
- Flore Bonaventura : Lisa Marsac, fille de Jade
- Jean-Marie Winling : Louis Marsac, beau-père de Jade
- Lisa Martino : Isabelle Marsac, belle-sœur de Jade
- Marie-Christine Adam : Hélène Marsac, belle-mère de Jade
- Michel Bompoil : Emmanuel Tedesco
- Yoann Denaive : Fabien Keller, le fiancé de Lisa
- Samir Arab : Témoin jeune homme 2
- Mehdi Azouz : Témoin jeune homme 1
- Étienne de Balasy : Juge Berthelot
- Benjamin Baroche : Vigier
- Rehab Benhsaïne : Sandra Cruz
- Marie-Jo Billet : Patronne de la Mornay
- Sophie Bourdon : Marie Fougerolles
- Mathilde Braure : Jeanne
- Jean-Pol Brissart : Jacques Keller, le père de Fabien
- Alexandre Carrière : Mr. Miller
- Pierre Chevallier : Maître Silberg
- Laurent Claret : Jean-Marc Laurie
- Anaïs Delmoitiez : Stéphanie
- Benoît Dendievel : Morand
- Pierre dos Santos : Vatel
- Marielle Duroule : Détenue 2
- Laurence Flahault : Francine
- Isabelle Fontaine : Femme agent DDASS
- Isabelle Goethals Carre : Secrétaire Tedesco
- Félicien Graugnard : Brigadier
- Cyril Gueï : Desroses
- Nanou Harry : Détenue 1
- Vincent Jouan : Olivier Manzoni
- Cédric Le Maoût : Cédric
- Cyril Lecomte : François Marsac, le mari décédé de Jade
- Marine Lemaire : Vera
- Anne Lepla : Cliente Laurie
- Samira Mameche : Marthe
- Corinne Masiero : Simone
- Annie Mercier : Mathilde Keller, la mère de Fabien
- Nicolas Moreau : Éric Lavaux
- Éric Paul : Pierre Bourdon
- Stéphane Pezerat : Légiste
- Anne Gaelle Ponche : Détenue 3
- Thérèse Tambwe : Témoin femme
- Amandine Traisnel : Maton de l'infirmerie prison
- Sylvain Vanstraevel : Homme Bertini
- Yves Verhoeven : Jacques Bertini
- Félicité Wouassi : Docteur Catherine Vialon
- Fabio Zenoni : Hadrien Devailly
- Kamel Zidouri : Homme identité judiciaire

## Tournage
La mini-série a été tournée au Touquet-Paris-Plage et à Lille en mars 2012.

## Réception critique
Télérama compare la mini-série à la série Derrick pour la lenteur de l'intrigue et estime que « le scénario accumule les maladresses, entre personnages caricaturaux (les parents prolos du défunt, les requins de l'immobilier, le patriarche aigri...) et incohérences psychologiques ». L'avis du magazine belge Moustique contredit complètement son confrère qualifiant le thriller de « classique, mais plutôt bien mené » et le jugeant qu'il « ne manque pas de rythme. Les morts se suivent à grande vitesse. Les pistes se mêlent et nous emmêlent. Et les coupables potentiels se multiplient. ». Télé Star, lui, apprécie « la confrontation entre Isabel Otero et Pierre Cassignard ». La Croix salue « le charme d'Isabel Otero, malheureusement trop rare à la télévision » mais juge qu'« il ne faut pas attendre de ce thriller policier en deux parties de réelle surprise ».

## Audience
La première diffusion du premier épisode de la mini-série, le 15 décembre 2012 a été suivie en France par 3,164 millions de téléspectateurs, soit 13,2 % de part d'audience.
Lors de sa rediffusion, le 6 décembre 2014, la première partie a rassemblé 2,53 millions de téléspectateurs en France (10,6 % de part d'audience) et la seconde 2,58 millions (12,6 %), face au Téléthon et à l'élection de Miss France 2014.